# البطولات الوطنية الأمريكية 1898 (كرة مضرب)
قائمة بالأبطال في 1898 البطولات الوطنية الأمريكية لكرة المضرب (المعروفة الآن باسم أمريكا المفتوحة):

## الكبار

### فردي رجال
مالكوم وايتمان هزم  دويت ف. دافيس 3-6 6-2 6-2 6-1

### فردي سيدات
جولييت أتكاينسن هزم  ماريون جونس 6-3, 5-7, 6-4, 2-6, 7-5